# 帝汶语群
帝汶语群（Timoric languages）是一组属于南岛语系（具体归于中东部马来-波利尼西亚语群）的语言，使用于帝汶岛、邻近的韦塔尔岛，以及（取决于分类）东部的西南马鲁古县。
在该语群中，使用人数最多的语言是印度尼西亚西帝汶的瓦布梅托语（Uab Meto）和东帝汶的德顿语（Tetum），各有约五十万使用者。此外，德顿语是东帝汶的官方语言之一，也是非德顿族东帝汶人之间的通用语。

## 语言分类

### 赫尔（Hull, 1998）与范恩赫伦霍芬（van Engelenhoven, 2009）
杰弗里·赫尔（Geoffrey Hull）于1998年提出了一个帝汶语群分类如下：
- 帝汶语群 (Timoric)
  - 帝汶语群A ("非拉梅拉语群", Fabronic; 所有非拉梅拉语群语言)
    - 西部：达旺语（Uab Meto）–阿玛拉西语、赫隆语、罗地岛诸语言（比尔巴语、登卡语、洛勒语、林高语、德拉-欧纳勒语、特尔马努语、蒂语）
    - 中部：德顿语、贝凯斯语、哈布语
    - 北部：韦塔尔语、加洛利语
    - 东部：凯鲁伊语、瓦伊玛哈语、米迪基语、瑙埃蒂语

  - 帝汶语群B ("拉梅拉语群"，邻近拉梅劳山脉（Ramelau）)
    - 西部：克马克语、图库德德语
    - 中部：曼拜语
    - 东部（伊达拉卡语群）：伊达泰语、伊斯尼语、拉卡莱语、洛莱因语

范恩赫伦霍芬（2009）接受了赫尔的分类，但进一步将马库瓦语和卢安-基萨尔语（Luangic–Kisaric）诸语言（基萨尔语、罗芒语、卢安语、韦坦语、莱蒂语）归入帝汶语群A的东部分支。

### 塔伯（Taber, 1993）

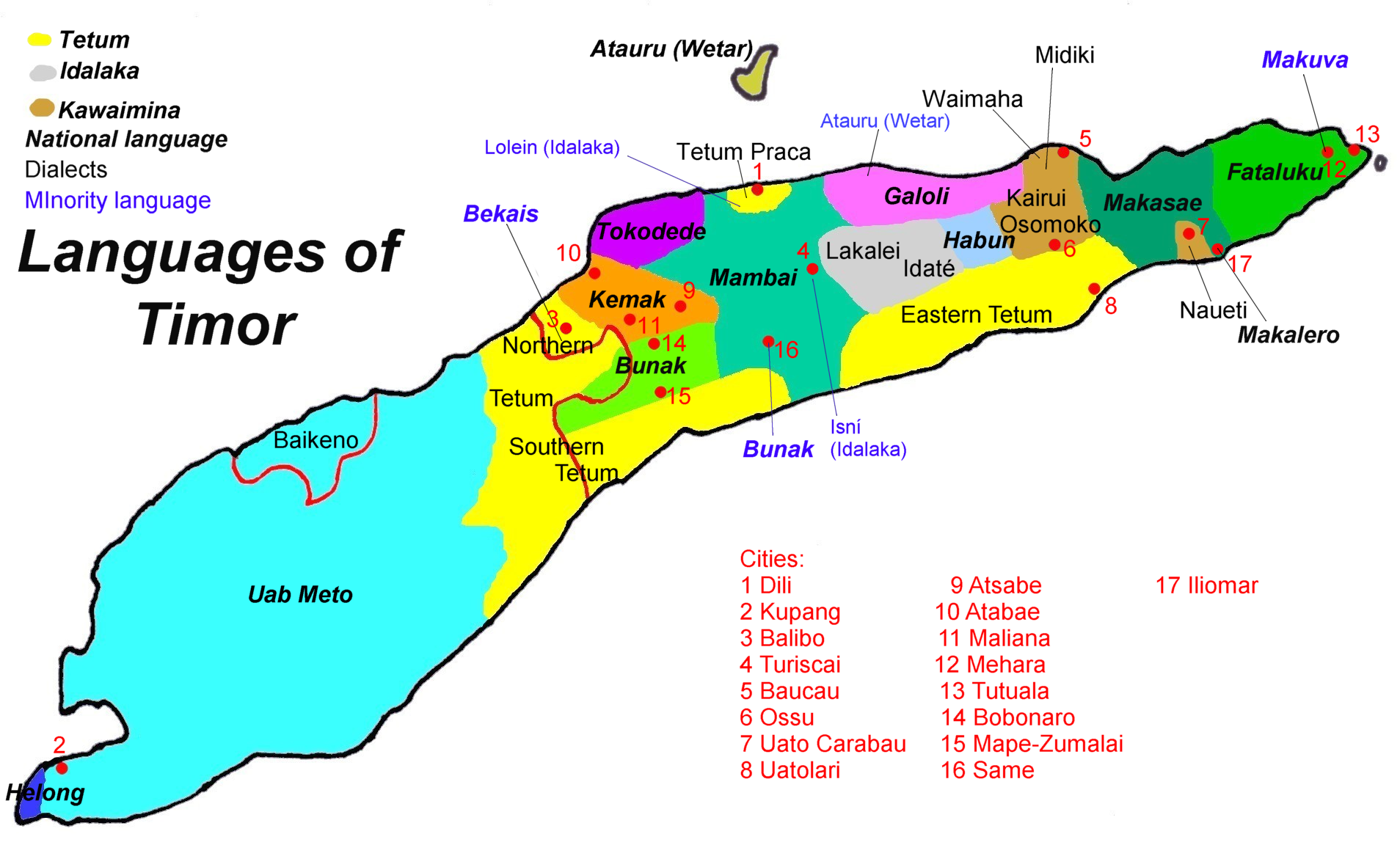
帝汶岛的语言

在对西南马鲁古诸语言进行词汇统计学分类时，塔伯（1993:396）提出了帝汶语言的一个“西南马鲁古”分支，该分支包含该地区除西达马尔语和巴巴尔语外的所有语言。
- 帝汶语群 (Timoric)
  - (帝汶岛上的其他分支)
  - 西南马鲁古分支
    - 东达马尔语
    - 韦塔尔语群：塔鲁尔语（Talur，即加洛利语Galoli在该文中的称呼）、韦塔尔语集群（阿普泰语（Aputai）、佩莱语（Perai）、图贡语（Tugun）、伊留恩语（Iliun））
    - 基萨尔-罗马语群：基萨尔语、罗芒语（Roma）
    - 卢安语群：莱蒂语、卢安语、韦坦语
    - TNS语群（特恩-尼拉-塞鲁阿）：特恩语、尼拉-塞鲁阿语（尼拉语、塞鲁阿语）
- (中东部马来-波利尼西亚语群的其他分支，包括巴巴尔语和西达马尔语)

### 爱德华兹（Edwards, 2021）
爱德华兹（2021）将帝汶岛和西南马鲁古的语言分为两大主要分支：中帝汶语群（Central Timor）和帝汶-巴巴尔语群（Timor–Babar）：
- 中帝汶语群：克马克语、托科德德语（Tokodede）、曼拜语、韦劳恩语（Welaun）
- 帝汶-巴巴尔语群
  - 赫隆语
  - 罗地-梅托语
    - 西罗地-梅托语
      - 德拉语、欧纳勒语
      - 登卡-梅托语
        - 登卡语、勒莱因语（Lelain）
        - 梅托语

    - 核心罗地语
      - 蒂语、洛勒语
      - 特尔马努语、巴阿语、科尔巴佛语、博凯语、塔莱语、克卡语
      - 比尔巴语、迪乌语、莱莱努克语
      - 里库语、兰杜语、欧帕欧语

  - 拉卡莱-伊达泰语群：拉卡莱语、伊达泰语
  - 东帝汶语群（卡瓦伊米纳）：凯鲁伊语、瓦伊玛哈语、米迪基语、瑙埃蒂语
  - 韦塔尔-阿陶罗语群：阿陶罗语（Atauran）、加洛利语、韦塔尔语
  - 西南马鲁古语群：基萨尔语、罗芒语、莱蒂语、卢安语、韦坦语、特恩语、尼拉语、塞鲁阿语、东达马尔语
    - 巴巴尔语